# Karstarma philippinarum
Karstarma philippinarum is een krabbensoort uit de familie van de Sesarmidae. De wetenschappelijke naam van de soort is voor het eerst geldig gepubliceerd in 2010 door Husana, Naruse & Kase.